# 藤原弘達
藤原 弘達（ふじわら ひろたつ、1921年〈大正10年〉7月31日 - 1999年〈平成11年〉3月3日）は、日本の政治学者、評論家。広島県尾道市生まれ。「ふじわら こうたつ」と呼ばれることが多い。

## 略歴
雑貨店の忠雄と美容師キクノの長男。5歳の時に父を腸チフスで亡くし、母は国鉄駅員と再婚。尾道市立筒湯小学校（現・尾道市立久保小学校）、福山誠之館中学を経て、第六高等学校に入学。同級生に星野直樹次男の星野良二。
1942年（昭和17年）東京大学法学部に入学。同級生に志垣民郎。高等学校の教師の伝手で法制局参事官の長村貞一の邸宅に下宿していた。1943年（昭和18年）12月末に学徒出陣に召集され、歩兵第11連隊補充隊（広島西部第2部隊）にて3か月間の普通教育を受けたのち、久留米第一予備士官学校に入学。入学間もなく肺炎を患い入院している。福知山中部教育連隊を経て昭和19年12月、見習士官となり広島西部第2部隊に復帰。このころ、仮卒業証書を受け取っている。
1945年（昭和20年）1月、門司港を出港、広東省仙頭に上陸。慶来にて新規編成の第130師団隷下独立第100大隊に配属され、機関銃隊小隊長。仏山にて陣地構築につとめ、またゲリラ化した村落襲撃で小規模な白兵戦を経験した。
敗戦目前の8月、香港の水上特別攻撃隊への転属を命ぜられ、わずか2，3日の訓練で実戦配備されるが終戦。独立第100大隊に復帰し、捕虜として拘留されたのち1946年3月、浦賀にて復員を完結させた。
復員後は尾道に帰郷していたが、外交官を志し再上京。中野の養蚕試験場寮に仮住まいしていた長村貞一を尋ねたところ、実業家への道を勧められ、長村の伝手で日綿実業に入社したが、GHQの貿易制限下でほとんど仕事を得られずにいた。そんな中、雑誌「世界」を読んで東京大学への復学を希望し、大学院で丸山眞男に師事。なお、帰郷時に小学校の幼馴染の戦災未亡人と結婚していたが、これを機に破談している。
1949年3月に大学院修了後、6月、明治大学政経学部講師に就任。また、小松製作所会長・河合良成の姪と再婚。
1950年に政治学博士の学位を取得し、1955年には明治大学政経学部教授に就任。雑誌「思想」や「改造」への寄稿で頭角を現すようになり、1957年、大宅壮一が創設した「ノンフィクションクラブ」に参加する。
1962年（昭和37年）明治大学より政治学博士を取得。明治大学教授を務めたのち政治評論家となった。

## 人物

### 思想以前の人間成長
幼少期は悪童であったが、当時の社会の立身出世主義的な風潮が脱悪童のバネになったと語っている。子どもの頃は軍人を志したが、小学6年生のころに火薬で遊んで右手中指に障害が残り、また軍国主義への反発から中学生以降は文官への道を志し、広田弘毅に憧れて外交官を経て総理大臣になろうと思っていた。高校に進学したころから人格主義的な考えに傾倒するようになる。2年生になると軍部に無力な外交官への魅力が褪せ、右翼思想に傾倒しだした。

### 東京大学に対する見解
東京大学入学後、講義の席を我先に奪い合うような周囲の生徒の「立身出世主義の亡者」的な風潮に「おのれ自身の「半身」を見た気がして」次第に嫌気がさし、右翼思想の方がましだと平泉澄の朱光会に参加していた。講義にも興味を持てず、政治学の矢部貞治を「がっかりするような内容」、国際法の安井郁を「歯の浮くような話」と評している。唯一、反骨主義的な田中耕太郎の講義にだけは興味を示し、試験を受ける気がないにもかかわらず1年間受講した。
復員後間もなく東京大学を訪れた際、大学に赤旗が翻っている光景に「一種の絶望感を味わった」と記している。一方で、教授辞職後も講義を続ける平泉澄に軽蔑のまなざしを向けている。
出身である東京大学から寄付を求められていたが、医学部から始まった東大紛争が未だ存在しているとの根拠で拒否していた。
日本教育改造案では、東京大学を廃校にせよとの記述があり、学生運動に対する大学当局の姿勢を批判している。

### テレビ界での活動
TBSの『時事放談』で細川隆元とホストを務めた他、同局のニュースショー『JNNニュースコープ』で金曜日と土曜日のメインを務めた。また、企業のトップをゲストに招いてゴルフを交えた対談番組『藤原弘達のグリーン放談』（テレビ東京）の司会もしていた。
晩年は、フジテレビの『たけし・逸見の平成教育委員会』に放映開始時から数回出演。「たけし落とし」を最初に獲得した「生徒」であり、同番組の第1回の最優秀優等生でもある。
またラジオでは、TBSラジオで平日午前7時から放送されていた「サラリーマンニュースショー・朝のファンファーレ」のニュース・パーソナリティーを長く務め、番組冒頭では「おはよう!!サラリーマン諸君!!今朝のニュースパーソナリティーは藤原弘達です」と言うのが定番だった。

### 創価学会・公明党に対する批判
藤原弘達は1962年（昭和37年）から創価学会を非難する論評をしており、1969年（昭和44年）8月、2か月後に創価学会と公明党の政教一致などを批判する『創価学会を斬る』を出版するという広告が出ると間もなく、公明党の中央幹部の藤原行正や『聖教新聞』主幹（当時）の秋谷栄之助などから出版の中止や、書き直しなどを要請された。藤原は2回目の1969年（昭和44年）9月14日の約1時間40分に及ぶ藤原行正・秋谷栄之助との会話を隠しマイクで録音した。同年直後に藤原のインタビューがマスコミによって報道された。藤原はこれを出版阻止を目的とした創価学会による言論弾圧の脅しであり、金銭授受による買収工作であったと表明した。
年明けの6か月後、テープの内容が誌上で公開された（『週刊朝日』、昭和45年3月20日号）（藤原行正 『池田大作の素顔』 講談社）。今度は公明党委員長（当時）の竹入義勝の依頼を受けた自民党幹事長（当時）の田中角栄から2度に渡り出版の中止や書き直しを求められたが、これも断り出版に踏み切った。
出版された該当著作の書き出しは「日本の極貧層は約五百万人である。創価学会の公称会員は一千万以上であるが実際には五百万人くらいであろう。両者は五百万人でありこの数は一致する。創価学会員全員が日本の極貧層とはいわないが、日本の底辺層の民衆である」という内容。
藤原の主張を最初に公にしたのは、日本共産党機関紙『赤旗』（当時）の記事およびそれに続く同党活動員による街頭でのビラ配りであった。日本共産党系の書店の店頭にはいち早く藤原の著書が陳列された。これは事件の直前に起こったNHKテレビでの共産党対公明党の政治討論会の内容の影響、および直後の総選挙の影響が考えられる。藤原はそれまで日本共産党に対する痛烈な批判評論、非難評論を行ってきたので、政敵であったはずの日本共産党によるこれらの対応は、この言論出版妨害がいかに悪質であったかを象徴している。これに続きマスメディアや社会党、民社党、日本共産党の議員による国会の予算委員会で政府への追及が起こった。マスコミは後にこれを言論・出版の自由の侵害の問題（「言論出版妨害事件」）と呼んだ。
この件の数年後に起こった宗門との問題について、創価学会の会長（当時）であった池田大作が公式に「猛省」表明を行い、創価学会と公明党を制度的に分離することなどを約束した。声明の中には公明党の議員が創価学会の役職に就かないことが含まれており、これは即座に実行された。この件は創価学会と宗門との問題であり、藤原弘達とは直接関係がない。藤原の1969年の著書『創価学会を斬る』および他の創価学会批判本にまつわる「言論出版妨害事件」についての世論の批判を受け、創価学会会長の池田大作が1970年に謝罪した。
1990年（平成2年）以降は主だった活動がなかったが、1994年（平成6年）に藤原は創価学会に反対する保守派の政治家、宗教団体などが設立した「四月会」（発音は「死学会」の意味）に顧問として参加。実質的な活動はなかった。
1999年（平成11年）3月3日死去。
藤原の自宅に不特定多数の者から匿名で「おめでとうございます」などという藤原の死亡を祝う電報が届いたり電話が頻繁にかかっていたとの遺族の証言が『週刊新潮』2000年（平成12年）3月30日号に掲載された。

## 著作

### 単著
- 『近代日本政治思想史序説』三和書房、1952年。NDLJP:1707106。(要登録)
- 『政治学以前』文雅堂書店、1957年。NDLJP:2991650。(要登録)
- 『保守独裁論』中央公論社、1958年。NDLJP:2975883。(要登録)
- 『現代日本の政治意識』創文社、1958年。NDLJP:2981186。(要登録)
- 『国会議員選挙要覧』弘文堂、1959年。NDLJP:2979775。(要登録)
- 『教養としての政治』文雅堂書店、1960年。NDLJP:2975900。(要登録)
- 『日本の椅子』文芸春秋新社、1962年。NDLJP:2988054。(要登録)
- 『サブ・リーダーの政治意識』民主主義研究会、1963年。 - 藤原弘達執筆。
- 『おしゃべり自叙伝』展望社、1964年。
- 『官僚　日本の政治を動かすもの』講談社〈講談社現代新書〉、1964年。NDLJP:2989925。(要登録)
- 『実力者　政治力とその背景』実業之日本社〈実日新書カルチュア〉、1964年。NDLJP:2975911。(要登録)
- 『吉田茂　その人その政治 怪奇な"ワンマン"のすべて』読売新聞社、1965年。NDLJP:2988086。(要登録)
- 『犬猿の仲　政党における離合集散の論理』光文社〈カッパ・ブックス〉、1965年。NDLJP:2988088。(要登録)
- 『ガラッ八教授世界考察　見た歩いた考えた』ダイヤモンド社、1967年。NDLJP:2986702。(要登録)
- 『日本教育改造案』日新報道〈この日本をどうする 1〉、1969年。NDLJP:12121627。(要登録)
- 『創価学会を斬る』日新報道〈この日本をどうする 2〉、1969年11月10日。ISBN 4-8174-0206-7。NDLJP:12261117。(要登録)
- 『体験的マスコミ批判』日新報道〈この日本をどうする 3〉、1970年。NDLJP:12274436。(要登録)
- 『続・創価学会を斬る』日新報道、1971年12月10日。NDLJP:12217619。(要登録)
- 『近代日本の国家原理』日新報道、1971年。
- 『人材総点検』日新報道〈この日本をどうする 4〉、1971年。NDLJP:11925479。(要登録)
- 『新・創価学会を斬る　傷つけられた大衆の怒声』日新報道、1972年6月25日。NDLJP:12262137。(要登録)
- 『田中内閣の動向と新聞販売店』東京新聞販売同業組合〈東京組合文献シリーズ 6〉、1972年11月。
- 『悪童のすすめ』日新報道〈藤原弘達人生ルポ その1〉、1973年。
- 『失恋のすすめ』日新報道〈藤原弘達人生ルポ その2〉、1973年。NDLJP:12252189。
- 『官僚の構造』講談社〈講談社現代新書〉、1974年。
- 『屈辱のすすめ』日新報道〈藤原弘達人生ルポ その3〉、1975年。
- 『不安の時代に処す』日本書籍、1978年10月。
- 『弘達侃侃諤諤』読売新聞社、1978年11月。
- 『弘達喧喧囂囂』読売新聞社、1979年4月。
- 『藤原弘達の生きざまと思索』 6巻、藤原弘達著作刊行会、1979年12月。ISBN 978-4-05-002683-8。 - 発売：学習研究社。
- 『藤原弘達の生きざまと思索』 7巻、藤原弘達著作刊行会、1979年12月。ISBN 978-4-05-002684-5。 - 発売：学習研究社。
- 『藤原弘達の生きざまと思索』 8巻、藤原弘達著作刊行会、1979年12月。ISBN 978-4-05-002685-2。 - 発売：学習研究社。
- 『弘達戦戦兢兢』読売新聞社、1980年2月。
- 『藤原弘達の生きざまと思索』 1巻、藤原弘達著作刊行会、1980年2月。ISBN 978-4-05-002829-0。 - 発売：学習研究社。
- 『藤原弘達の生きざまと思索』 2巻、藤原弘達著作刊行会、1980年3月。ISBN 978-4-05-002882-5。 - 発売：学習研究社。
- 『藤原弘達の生きざまと思索』 4巻、藤原弘達著作刊行会、1980年6月。ISBN 978-4-05-003057-6。 - 発売：学習研究社。
- 『藤原弘達の生きざまと思索』 3巻、藤原弘達著作刊行会、1980年7月。ISBN 978-4-05-003101-6。 - 発売：学習研究社。
- 『藤原弘達の生きざまと思索』 5巻、藤原弘達著作刊行会、1980年10月。ISBN 978-4-05-003272-3。 - 発売：学習研究社。
- 『藤原弘達の生きざまと思索』 9巻、藤原弘達著作刊行会、1980年11月。ISBN 978-4-05-003747-6。 - 発売：学習研究社。
- 『藤原弘達の生きざまと思索』 10巻、藤原弘達著作刊行会、1980年12月。ISBN 978-4-05-003787-2。 - 発売：学習研究社。
- 『男にとって闘いとは何か　弘達流「生きざま」の研究』PHP研究所〈PHP business library〉、1982年5月。ISBN 978-4-569-20791-9。
- 『弘達激談　ホンネ・内幕・裏の裏』講談社、1982年5月。ISBN 4-06-145944-9。
- 『どくぜつ登板　弘達横談270』報知新聞社、1982年8月。
- 『おもしろ大物図鑑　弘達の言いたい放題 大物の泣き所はここだ!』山田いさおえ、日本文芸社、1982年10月。ISBN 4-537-00779-6。
- 『遺恨十年筆誅三昧』学習研究社、1983年3月。ISBN 4-05-100195-4。
- 『弘達大激突』講談社、1983年4月。ISBN 4-06-200482-8。
- 『弘達エッセンス』 1巻、講談社〈講談社文庫〉、1984年4月。ISBN 4-06-183215-8。
- 『弘達エッセンス』 2巻、講談社〈講談社文庫〉、1984年4月。ISBN 4-06-183216-6。
- 『弘達エッセンス』 3巻、講談社〈講談社文庫〉、1984年5月。ISBN 4-06-183244-1。
- 『弘達エッセンス』 4巻、講談社〈講談社文庫〉、1984年5月。ISBN 4-06-183245-X。
- 『弘達エッセンス』 5巻、講談社〈講談社文庫〉、1984年6月。ISBN 4-06-183264-6。
- 『弘達エッセンス』 6巻、講談社〈講談社文庫〉、1984年6月。ISBN 4-06-183265-4。
- 『弘達エッセンス』 7巻、講談社〈講談社文庫〉、1984年7月。ISBN 4-06-183288-3。
- 『弘達エッセンス』 8巻、講談社〈講談社文庫〉、1984年7月。ISBN 4-06-183289-1。 - 藤原弘達年譜：pp.396-419。
- 『角栄、もういいかげんにせんかい』講談社、1984年9月。ISBN 4-06-201426-2。
- 『創価学会・公明党をブッタ斬る　いま、なぜこの悪質な組織の欺瞞性を問題にするのか』日新報道、1985年10月。ISBN 978-4-8174-0134-2。
- 『独断の戦後史　この四十年をいかに斬るか』PHP研究所、1985年12月。ISBN 4-569-21679-X。
- 『中曽根政治の功と罪　いまだから話せる こんな中曽根を踏み越えろ』日新報道、1987年12月。ISBN 4-8174-0187-7。
- 『虫ケラどもをひねり潰せ　「21世紀は日本の世紀」の大ウソ』光文社〈カッパ・ブックス〉、1988年5月。ISBN 4-334-00471-7。
- 『創価学会池田大作をブッた斬る』日新報道、1988年11月。ISBN 4-8174-0206-7。
- 『わが父ヒロヒト天皇　Never ending century the 20th』ファラオ企画、1990年11月。ISBN 4-89409-017-1。

### 論文
- 日本人文科学会 編「思想的緊張関係 日本ナショナリズムの戦後形態――日本革命菊旗同志会の場合」『社会的緊張の研究』有斐閣、1953年。
- 「西園寺公望論」『五十周年記念論文集』明治大学政治経済研究所、1954年。 - 明治大学政経論叢第23巻第3・4号（政経学部五十周年記念号）。
- 小田切秀雄、浅田光輝 編「いわゆる「昭和維新」」『近代日本断面史』青木書店〈青木新書〉、1955年。
- 福武直 編「日本人の社会意識」『日本の社会』毎日新聞社〈毎日ライブラリー〉、1957年。
- 臼井吉見 編「自由民主党の政治感覚」『現代教養全集』 第21、筑摩書房、1960年。
- 大宅, 壮一、桑原, 武夫、阿川, 弘之 編「アフリカ旅日記」『世界の旅』 第3、中央公論社、1962年。
- 日本弁護士連合会 編「時事放談」『特別研修叢書』 昭和44年度、日本弁護士連合会、1970年7月。

### 共著
- 富田信男「国民政治意識の基調と変化の態様」『弓家七郎博士古稀記念論文集』 第31巻、第6号、明治大学政治経済研究所〈明治大学政経論叢〉、1964年。
- 富田信男『政治悪への挑戦』ダイヤモンド社、1967年。
- 富田信男『保守独裁の底辺』文雅堂銀行研究社、1968年。 - 現代日本の政治意識（藤原弘達）の続編。
- 富田信男『現代政治と議会制民主主義』有信堂〈Yushindo sosyo〉、1969年。
- 石原慎太郎、羽仁進『いかに国を守るか』日新報道、1970年。
- 小浪義明、新谷波夫『裸のデヴィ夫人　波瀾の半生における実像』八雲井書院、1970年。
- 内藤国夫『創価学会に未来はあるか　「興」から「亡」へ動き出した巨大集団の実相』日新報道、1979年9月。
- 細川隆元『隆元・弘達の実録「時事放談」うらおもて』山手書房、1979年4月。
- 長谷川慶太郎『激動を射る』プレジデント社、1982年10月。
- 長谷川慶太郎『転換期の処方箋　「激動を射る」第二弾』プレジデント社、1983年6月。
- 山口敏夫『この日本をどうするか : 中東・日米関係・コメと人・教育・不公正是正・政治改革を語る』日新報道、-1990-12-01。ISBN 4-8174-0249-0。NDLJP:12757796。(要登録)

### 編著
- 藤原弘達 編『藤原弘達のグリーン放談』 1巻、藤原弘達著作刊行会、1986年8月。ISBN 4-05-102293-5。 - 発売：学習研究社。
- 藤原弘達 編『藤原弘達のグリーン放談』 2巻、藤原弘達著作刊行会、1986年8月。ISBN 4-05-102294-3。 - 発売：学習研究社。
- 藤原弘達 編『藤原弘達のグリーン放談』 3巻、藤原弘達著作刊行会、1986年8月。ISBN 4-05-102295-1。 - 発売：学習研究社。
- 藤原弘達 編『藤原弘達のグリーン放談』 4巻、藤原弘達著作刊行会、1986年10月。ISBN 4-05-102339-7。 - 発売：学習研究社。
- 藤原弘達 編『藤原弘達のグリーン放談』 5巻、藤原弘達著作刊行会、1986年10月。ISBN 4-05-102340-0。 - 発売：学習研究社。
- 藤原弘達 編『藤原弘達のグリーン放談』 6巻、藤原弘達著作刊行会、1987年2月。ISBN 4-05-102341-9。 - 発売：学習研究社。
- 藤原弘達 編『藤原弘達のグリーン放談』 7巻、藤原弘達著作刊行会、1987年2月。ISBN 4-05-102342-7。 - 発売：学習研究社。
- 藤原弘達 編『藤原弘達のグリーン放談』 8巻、藤原弘達著作刊行会、1987年4月。ISBN 4-05-102343-5。 - 発売：学習研究社。
- 藤原弘達 編『藤原弘達のグリーン放談』 9巻、藤原弘達著作刊行会、1987年9月。ISBN 4-05-102634-5。 - 発売：学習研究社。
- 藤原弘達 編『藤原弘達のグリーン放談』 10巻、藤原弘達著作刊行会、1988年7月。ISBN 4-05-102635-3。 - 発売：学習研究社。

### 翻訳
- 『角栄、もういいかげんにせんかい』ジョン・クラーク 訳、藤原弘達著作刊行会、1985年11月。ISBN 4-7952-3371-3。 - 英語書名：Tanaka Kakuei: godfather of Japan、英文併記。

## その他
- 1968年頃から、ある不動産会社の原野販売の広告（『週刊サンケイ』（昭和43年10月28日号）『週刊読売』（昭和44年1月3日号））に藤原の推薦文が掲載されるようになった。この原野販売はいわゆる原野商法であり、藤原は断りもなく広告に文章を使われたとして不動産業者に抗議をしたが、既に雲隠れ状態となっていた。代わりに藤原の事務所には、北海道大滝村の原野を買わされた被害者からの抗議の電話がかかり続けた[25]。
- 不動産経営の大手企業・スカイコートのテレビCMに、1980年代後半から1992年頃に掛けて出演していた事がある。